# Иваново (Бежаницкий район)
Иваново — деревня на юго-востоке Бежаницкого района Псковской области. Входит в состав сельского поселения Бежаницкая волость.
Расположена в 6 км к юго-востоку от райцентра Бежаницы.
Численность населения деревни составляет 23 жителя (2000 год).